# Egredo de Lindisfarne
Egredo (em latim: Egredus; em inglês antigo: Ecgred ou Egred) foi bispo de Lindisfarne de 830 até 845. Em 830 ou 837, enviou uma carta ao bispo Vulsigo de Iorque na qual discute as heresias contidas no livro de Petredo. Egredo declarou que nunca daria espaço aos erros daquele livro e também convidou Vulsigo a escrever ao bispo da diocese onde Petredo estava para instruí-lo e admonestá-lo que deveria ser sensato e lidar com os erros.